# 勢不兩立 (謝安琪歌曲)
《勢不兩立》為香港女歌手謝安琪（Kay Tse）第52支派台作品，本作品是她回歸唱作人身份之重要里程碑。亦是謝安琪久違三年正式重返粵語樂壇之首波個人派台單曲，同時為KONTINUE之第二主打。單曲於2014年6月9日派至電台。《勢不兩立》由謝安琪作曲、小克填詞、Goro Wong編曲，並由謝安琪、Goro Wong連同Cousin Fung@goldEN監製。
歌曲由「二元對立」之概念取材，本曲意念亦與謝安琪2008年推出之專輯《Binary》之文案同出一轍。歌曲MV在2014年7月11日下午6時半於香港銅鑼灣時代廣場外大電視進行首播，隨即在下午8時正放至Youtube官方網上首播。
於2014年8月9至10日，2014年本地歌曲流行榜第32周，《勢不兩立》已成功全數登上香港四大電子傳媒流行榜，同時亦在當周率先取得港台中文歌曲龍虎榜冠軍，翌周隨即奪得叱吒903專業推介冠軍，隔周成為新城勁爆本地榜冠軍，再翌周取得TVB勁歌金榜冠軍。歌曲派台後成功於四大電子傳媒流行榜奪冠，成為2014年第五首四台冠軍歌及粵語專輯中的第二首四台冠軍歌，成績優秀。

## 歌曲文案
來源至派台碟封底：

所謂「二元對立」，其實並非對立，而是「需要對方共存才能成立」。所以我們並無辦法絕對地消滅所有「負面」，因為當正負、明暗、忠奸、美醜等等所有二元「共存」時，這世界方能成立。關鍵是，我們內心怎樣去看待/平衡這種二元分化，比較難以避免，但於無數比較之中，為什麼一定要分「勝負」？我們能否在所有比較當中盡量減少批判與紛爭？從而慢慢超越這種二元性，邁向下一個文明、下一重維度？喜歡好，討厭好，都得尊重，「別用腳一踩」，別扁低對方來抬高自己，是這歌的最終理想。所以，「勢不兩立」的真正意思，是「形勢不可兩邊敵對而立」，應如封面中一對小孩子般「相擁抱而立」。

## 背景、歌曲首播
2014年6月6日，商業二台叱吒903率先發放該台DJ謝茜嘉錄製之宣傳聲帶，有關謝安琪新歌首播消息，並於6月9日十二時半叱咤樂壇內首播。隨後，其餘兩家主要電台及線上音樂KKBOX亦各自發放首播消息。
由小克和漫畫家門小雷創作之單曲封面，亦於宣傳聲帶首播當天下午發放自謝安琪官方facebook專頁，並舉行謝安琪親筆簽名派台碟有獎問答，有關「電台宣傳聲帶中，當中透露的歌詞是什麼呢?」，最後抽籤決定共12位得獎。
6月14日晚，謝安琪首次於無綫電視2014年勁歌金曲優秀選第一回節目中段演唱歌曲。

## 曲目
1. 勢不兩立
  - 作曲：謝安琪
  - 作詞：小克
  - 編曲：Goro Wong
  - 監製：謝安琪、Goro Wong、Cousin Fung@goldEN

## 音樂錄影帶
〈勢不兩立〉MV 共花長達18個小時拍攝，MV中運用6套由著名服裝品牌Izzue贊助之黑白對比強烈的衣飾，配合拍攝主題，讓MV型成強烈對比的視覺效果。
2014年6月29日，37秒之勢不兩立 MV Teaser於Youtube發放，並宣佈將於7月11日下午6時30分在香港銅鑼灣時代廣場外大電視全球首播；同日下午8時正MV亦放至Youtube官方網上首播。
| 歌名     | 執導     | 首播日期                | 首播頻道      | 附註                        |
| -------- | -------- | ----------------------- | ------------- | --------------------------- |
| 勢不兩立 | TAK HUNG | 邁亞音樂官方YouTube頻道 | 2014年7月11日 | 連結 （页面存档备份，存于） |

### 官方MV觀看次數
| 截止     | 20/1/2015 | 備註 |
| 觀看次數 | 200,066   |      |
| -------- | --------- | ---- |

## 電台派台成績
〈勢不兩立〉於2014年6月9日派至三所主要電台，率先對歌曲出現反應為新城勁爆本地榜，派台當周已登上流行榜。

### 全球華語歌曲排行榜
| 周次     | 第33周  | 第33周  | 第34周  | 備註  |
| 放榜日期 | 8月10日 | 8月17日 | 8月24日 |       |
| 榜上位置 | 1       | 4       | 15      | [ 9 ] |
| -------- | ------- | ------- | ------- | ----- |

### 叱吒903專業推介 走勢
〈勢不兩立〉於第24周中的第五日派台，當周無法登上派行榜。翌周開始連續登上派行榜3周。但於第28周一度出榜，第29周起「重新入榜」，連續進榜5周，至第33周達冠軍後出榜，合共上榜8周。

值得一提的是，上一首謝安琪作品出現「重新入榜」情況為2008年7月派台的〈囍帖街〉，上榜第一周後出榜，及後「重新入榜」，合共上榜12周，播放期長達4個月，成為2008年播放率最高的歌曲，隨即獲得當年「叱咤樂壇至尊歌曲大獎」。
| 周次             | 第24周     | 第25周      | 第26周      | 第27周     | 第28周    | 第29周     | 第30周      | 第31周      | 第32周     | 第33周     | 第34周      | 備註           |
| 播放率統計日期   | 4/6 - 11/6 | 11/6 - 18/6 | 18/6 - 25/6 | 25/6 - 2/7 | 2/7 - 9/7 | 9/7 - 16/7 | 16/7 - 23/7 | 23/7 - 30/7 | 30/7 - 6/8 | 6/8 - 13/8 | 13/8 - 20/8 |                |
| 放榜日期         | 6月14日    | 6月21日     | 6月28日     | 7月5日     | 7月12日   | 7月19日    | 7月26日     | 8月2日      | 8月9日     | 8月16日    | 8月23日     |                |
| 榜上位置         | --         | 16          | 13          | 18         | --        | 10         | 11          | 15          | 16         | 1          | --          | [ 10 ]         |
| 非官方播放率統計 | ~5~        | 9           | 8           | 7(-1)      | ~4~       | 9(+1)      | 8(+1)       | 9           | 8          | 24         | ~2~         | 總計：82(+1)次 |
| ---------------- | ---------- | ----------- | ----------- | ---------- | --------- | ---------- | ----------- | ----------- | ---------- | ---------- | ----------- | -------------- |

- 符號（--）表示 沒有上榜
- 符號（~ ~）表示 因為歌曲沒有上榜，而該周的播放率不作計算

### 香港電台第二台 中文歌曲龍虎榜 走勢
| 周次     | 第26周  | 第27周 | 第28周  | 第29周  | 第30周  | 第31周 | 第32周 | 第33周  | 備註   |
| 放榜日期 | 6月28日 | 7月5日 | 7月12日 | 7月19日 | 7月26日 | 8月2日 | 8月9日 | 8月16日 |        |
| 榜上位置 | 17      | 11     | 7       | 9       | 4       | 2      | 1      | 7       | [ 11 ] |
| -------- | ------- | ------ | ------- | ------- | ------- | ------ | ------ | ------- | ------ |

### 新城勁爆本地榜 走勢
合共上榜12周。
| 周次     | 第24周  | 第25周  | 第26周  | 第27周 | 第28周  | 第29周  | 第30周  | 第31周 | 第32周 | 第33周  | 第34周  | 第35周  | 備註   |
| 放榜日期 | 6月14日 | 6月21日 | 6月28日 | 7月5日 | 7月12日 | 7月19日 | 7月26日 | 8月2日 | 8月9日 | 8月16日 | 8月23日 | 8月30日 |        |
| 榜上位置 | 19      | 16      | 15      | 14     | 12      | 10      | 10      | 9      | 8      | 6       | 5       | 1       | [ 12 ] |
| -------- | ------- | ------- | ------- | ------ | ------- | ------- | ------- | ------ | ------ | ------- | ------- | ------- | ------ |

## 電視台派台成績
〈勢不兩立〉MV於2014年7月11日首播，並在8月1日於無綫電視勁歌金榜成為本週挑戰歌。9月3日，謝安琪到將軍澳電視廣播城一廠進行冠軍作品現場演唱錄影。

### 無綫電視勁歌金榜 走勢
| 周次     | 第32周  | 第33周  | 第34周  | 第35周  | 第36周 | 備註 |
| 放榜日期 | 8月10日 | 8月17日 | 8月24日 | 8月31日 | 9月7日 |      |
| 榜上位置 | 10      | 7       | 5       | 3       | 1      |      |
| -------- | ------- | ------- | ------- | ------- | ------ | ---- |

- -- 表示 沒有上榜

## 線上音樂商店派台成績
勢不兩立於獨家村派台後，成功重新入榜。

### KKBOX 本地單曲日榜 Top 100
| 日期     | 23/9 | 24/9 | 25/9 | 26/9 | 27/9 | 28/9 | 29/9 | 30/9 | 1/10 | 2/10 | 3/10 | 4/10 | 5/10 | 6/10 | 7/10 | 8/10 | 9/10 | 10/10 | 11/10 | 12/10 | 13/10 | 14/10 | 15/10 | 備註   |
| 榜上位置 | 98   | 62   | 71   | 72   | 72   | 74   | 63   | 32   | 22   | 25   | 24   | 23   | 25   | 22   | 25   | 26   | 27   | 27    | 30    | 34    | 38    | 37    | 42    | [ 13 ] |
| -------- | ---- | ---- | ---- | ---- | ---- | ---- | ---- | ---- | ---- | ---- | ---- | ---- | ---- | ---- | ---- | ---- | ---- | ----- | ----- | ----- | ----- | ----- | ----- | ------ |

### KKBOX 本地單曲週榜 Top 100
| 統計時段 | 14/9 - 20/9 | 21/9 - 27/9 | 28/9 - 4/10 | 5/10 - 11/10 | 備註   |
| 榜上位置 | 167         | 95          | 28          | 27           | [ 14 ] |
| -------- | ----------- | ----------- | ----------- | ------------ | ------ |

## 各傳媒流行榜之最高位置
歌曲派台後成功於香港四大電子傳媒流行榜奪冠，成為當年第五首四台冠軍歌，成績優秀。隨《勢不兩立》於9月7日登上勁歌金榜冠軍，令謝安琪2014年新專輯Kontinue累積至擁有2支四台冠軍歌（另一支為2013年派台的《最好的時刻》）。上一次出現「一碟多首四台冠」的謝安琪作品，已經是2009年發行的《Yelling》，當中〈祝英台〉及〈年度之歌〉皆成為四台冠軍歌。
|          | 香港 | 香港 | 香港 | 香港     | 香港               | 亞洲 |
| 903      | RTHK | 997  | TVB  | RoadShow | 全球華語歌曲排行榜 |      |
| 最高位置 | 1    | 1    | 1    | 1        | 1                  | 1    |

粗體 表示 冠軍歌

## 獲獎紀錄
- 香港：2014 CASH金帆音樂獎－最佳女歌手演繹（提名）
- 香港：2014勁歌金曲優秀選第二回 - 得獎歌曲
- 香港：2014年度勁歌金曲頒獎典禮 - 勁歌金曲獎

## 備註
1. ↑  .   [2014-07-12]. （原始内容存档于2016-03-26）.
2. ↑  .   [2014-07-12]. （原始内容存档于2020-08-09）.
3. ↑  Kay謝安琪 - 勢不兩立 @ 高清翡翠台 2014JSG勁歌金曲優秀選第一回
4. ↑  謝安琪連續18小時拍MV[永久]
5. ↑  .   [2014-07-13]. （原始内容存档于2016-03-22）.
6. ↑  .   [2014-07-12]. （原始内容存档于2016-03-16）.
7. ↑  .   [2014-07-12]. （原始内容存档于2016-03-16）.
8. 1 2  .   [2014-07-12]. （原始内容存档于2019-01-15）.
9. ↑  .   [2014-11-29]. （原始内容存档于2016-03-04）.
10. ↑  .   [2014-07-12]. （原始内容存档于2015-11-21）.
11. ↑  .   [2020-12-23]. （原始内容存档于2017-03-05）.
12. ↑  .   [2014-07-12]. （原始内容存档于2018-01-09）.
13. ↑  .   [2014-10-02]. （原始内容存档于2016-08-02）.
14. ↑  .   [2014-10-02]. （原始内容存档于2015-08-10）.